# エクストリーム・ウェイズ
「エクストリーム・ウェイズ」（"Extreme Ways"）は、エレクトロニック・アーティストのモービーによる楽曲である。2002年8月19日に『18』からのシングルカットとして発売された。他に、 Go – The Very Best of Moby のアメリカ盤にも収録されている。
本トラックは、映画『ボーン』シリーズ3作品全てのエンド・クレジットで流され、特に第3作目『ボーン・アルティメイタム』では新バージョンが使われた。これは同映画のサウンドトラックに収録されている。「エクストリーム・ウェイズ(アルティメイタム・ヴァージョン)」（"Extreme Ways (Bourne's Ultimatum)"）は、ワン・トラックのCDシングルとして2007年9月17日に発売された。

## トラックリスト

### CD: Mute/ CD MUTE270 (イギリス)
1. "Extreme Ways" – 3:32
2. "Love of Strings" – 6:11
3. "Life's So Sweet" – 6:31
4. "Extreme Ways" (ビデオ)

### CD: Mute / LCD MUTE270 (イギリス)
1. "Extreme Ways" – 3:32
2. Album excerpts – 1:55
  1. "Signs of Love"
  2. "Sunday (The Day Before My Birthday)"
  3. "In My Heart"
  4. "Jam for the Ladies"

### CD: V2 / V2CP 131 (日本)
1. "Extreme Ways" – 3:32
2. "Love of Strings" – 6:11
3. "Life's So Sweet" – 6:31
4. "Extreme Ways" (DJ Tiësto's Vocal Remix) – 7:11
5. "Extreme Ways" (Junior Jack's Club Mix) – 11:37

### CD: Mute / XCD MUTE270 (イギリス)
1. エクストリーム・ウェイズ(アルティメイタム・ヴァージョン) "Extreme Ways" (Bourne's Ultimatum)

- 発売日: 2007年9月17日

### CD: Mute / CD-R Promo (イギリス)
1. "Extreme Ways" (John Creamer + Stephane K Remix) – 9:25
2. "Extreme Ways" (DJ Tiësto's Instrumental Mix) – 6:27
3. "Extreme Ways" (Junior Jack's Club Mix) – 11:37
4. "Extreme Ways" (Junior Jack's Compressed Dub Mix) – 6:15
5. "Extreme Ways" (Junior Jack's After Electro Anthem) – 9:02
6. "Extreme Ways" (Lee Coombs Remix) – 8:36

- UK CD-R promo. No catalogue number.

### 12": Mute / 12 MUTE270 (イギリス)
1. "Extreme Ways" (DJ Tiësto's Vocal Remix) – 7:11
2. "Extreme Ways" (Junior Jack's Club Mix) – 11:37

- 発売日: 2003年2月4日

### 12": Mute / L12 MUTE270 (イギリス)
1. "Extreme Ways" (John Creamer + Stephane K Remix) – 9:25
2. "Extreme Ways" (Lee Coombs Remix) – 8:36

### 2x12": Mute / P12 MUTE 270 (イギリス)
1. "Extreme Ways" (DJ Tiësto's Vocal Remix) – 7:11
2. "Extreme Ways" (Junior Jack's Club Mix) – 11:37

1. "Extreme Ways" (John Creamer + Stephane K Remix) – 9:25
2. "Extreme Ways" (DJ Tiësto's Instrumental Remix) – 6:27

- イギリス・プロモ

### 2x12": Mute / PL12 MUTE 270 (イギリス)
1. "Extreme Ways" (Lee Coombs Remix) – 8:36
2. "Extreme Ways" (Junior Jack's After Electro Anthem) – 9:02

1. "Extreme Ways" (Junior Jack's Club Mix) – 11:37
2. "Extreme Ways" (DJ Tiësto's Vocal Remix) – 7:11

- イギリス・プロモ

### リミックス

#### DJティエスト
1. "Extreme Ways" (DJ Tiësto's Vocal Remix) – 7:11
2. "Extreme Ways" (DJ Tiësto's Instrumental Remix) – 6:27
3. "Extreme Ways" (DJ Tiësto's Instrumental Version) – 6:27

#### ジュニア・ジャック
1. "Extreme Ways" (Junior Jack's After Electro Anthem) – 9:02
2. "Extreme Ways" (Junior Jack's Club Mix) – 11:37
3. "Extreme Ways" (Junior Jack's Compressed Dub Mix) – 6:15

#### リー・クームス
1. "Extreme Ways" (Lee Coombs Remix) – 8:36

#### ジョン・クリーマー + スティーヴンK
1. "Extreme Ways" (John Creamer + Stephane K Remix) – 9:25

## ミュージック・ビデオ
ミュージック・ビデオは2003年初めに作られ、 18 B Sides + DVD と『ボーン・アイデンティティー』の「エクスプローシブ・エクステンデッド・エディション」DVDに収録された。

## チャート順位

### オリジナル版
| チャート（2002年）                 | 最高 順位 |
| ---------------------------------- | --------- |
| フランスシングルチャート           | 53        |
| 全英シングルチャート               | 39        |
| U.S. Billboard Hot Dance Club Play | 12        |

### エクストリーム・ウェイズ(アルティメイタム・ヴァージョン)
| チャート（2007年）   | 最高 順位 |
| -------------------- | --------- |
| 全英シングルチャート | 53        |

## ポップカルチャーでの使用
- ヴィンセント・ラフォレによる世界初のDSLRフルHD映画 "Reverie" で使用された。
- アメリカの科学番組 Nova の宣伝の際のBGMとして使われる。
- 映画『ボーン』シリーズのエンド・クレジットで使われる。
- MMAファイターのキース・ジャーディンの入場時の音楽として使われる。